# Uwe Schmidt
Uwe H. Schmidt, cunoscut și sub numele de Atom™, Atom Heart sau Señor Coconut, (n. 27 august 1968, Frankfurt am Main, RFG) este un compozitor, muzician și producător german de muzică electronică. El este adesea privit ca părintele muzicii electrolatino, electrogospel și aciton. În anii nouăzeci, Schmidt s-a mutat în Chile, unde a compus o mare parte din piese, adoptând pseudonimul Señor Coconut.